# Lothárd, Baranya
Lothárd este un sat în districtul Pécs, județul Baranya, Ungaria, având o populație de 245 de locuitori (2011). 

## Demografie
Componența etnică a satului Lothárd
     Maghiari (80,28%)
     Croați (11,93%)
     Germani (3,21%)
     Romi (2,29%)
     Necunoscut (2,29%)
     Alții (2,29%)
Componența confesională a satului Lothárd
     Romano-catolici (50,2%)
     Fără religie (11,84%)
     Reformați (2,86%)
     Necunoscută (35,1%)
Conform recensământului din 2011, satul Lothárd avea 245 de locuitori. Din punct de vedere etnic, majoritatea locuitorilor (80,28%) erau maghiari, existând și minorități de croați (11,93%), germani (3,21%) și romi (2,29%). Apartenența etnică nu este cunoscută în cazul a 2,29% din locuitori.  Din punct de vedere confesional, majoritatea locuitorilor (50,2%) erau romano-catolici, existând și minorități de persoane fără religie (11,84%) și reformați (2,86%). Pentru 35,1% din locuitori nu este cunoscută apartenența confesională.